# Rogów Opolski (gromada)
Rogów Opolski – dawna gromada, czyli najmniejsza jednostka podziału terytorialnego Polskiej Rzeczypospolitej Ludowej w latach 1954–1972.
Gromady, z gromadzkimi radami narodowymi (GRN) jako organami władzy najniższego stopnia na wsi, funkcjonowały od reformy reorganizującej administrację wiejską przeprowadzonej jesienią 1954 do momentu ich zniesienia z dniem 1 stycznia 1973, tym samym wypierając organizację gminną w latach 1954–1972.
Gromadę Rogów Opolski z siedzibą GRN w Rogowie Opolskim utworzono – jako jedną z 8759 gromad na obszarze Polski – w powiecie opolskim w woj. opolskim, na mocy uchwały nr VII/26/54 WRN w Opolu z dnia 4 października 1954. W skład jednostki weszły obszary dotychczasowych gromad Rogów Opolski i Gwoździce ze zniesionej gminy Krapkowice oraz Dąbrówka Górna ze zniesionej gminy Prószków w tymże powiecie. Dla gromady ustalono 26 członków gromadzkiej rady narodowej.
1 stycznia 1956 gromada weszła w skład nowo utworzonego powiatu krapkowickiego w tymże województwie.
Gromada przetrwała do końca 1972 roku, czyli do kolejnej reformy gminnej.